# ماركوس دارسي
ماركوس دارسي (بالإنجليزية: Marcus D'Arcy)‏ هو مونتير أسترالي، ولد في القرن العشرين.

## وصلات خارجية
- ماركوس دارسي على موقع IMDb (الإنجليزية)
- ماركوس دارسي على موقع ألو سيني (الفرنسية)
- ماركوس دارسي على موقع أول موفي (الإنجليزية)
- ماركوس دارسي على موقع قاعدة بيانات الأفلام السويدية (السويدية)
- ماركوس دارسي على موقع قاعدة بيانات الفيلم (الإنجليزية)
- ماركوس دارسي على موقع كينوبويسك (الروسية)